# Catuense Futebol
El Catuense Futebol es un equipo de fútbol de Brasil que juega en el Campeonato Baiano Segunda División, la segunda categoría del estado de Bahía. En los años 1980 jugó en el Campeonato Brasileño de Serie A, la primera división nacional.

## Historia
Fue fundado el 1 de enero de 1974 en el municipio de Catu del estado de Bahía por un grupo de empresarios y funcionarios de la antigua empresa Catuense Transportes Rodoviários liderados por Antonio Peña con el nombre Associação Desportiva Catuense y los colores del club eran los del municipio de catu, rojo, amarillo y negro. En 2001 cambia su nombre por el de Catuense Futebol S/A.
En sus inicios disputaba los torneos municipales donde fue campeón una vez y perdió dos finales. En 1980 logra el ascenso por primera vez al Campeonato Baiano luego de ganar un torneo clasificatorio organizado por la Federación Baiana para jugar la temporada de 1981, donde terminó en la tercera posición en su primera temporada, lo que lo clasificó al Campeonato Brasileño de Serie B de 1983, su primera aparición en un torneo nacional.
En su primera aparición en un torneo nacional fue eliminado en la primera ronda al terminar en tercer lugar de su grupo entre cinco equipos, quedando eliminado solo por un unto de diferencia sobre el último clasificado del grupo el SC Corinthians del estado de Sao Paulo para terminar en el lugar 26 entre 48 equipos. Ese año llega a la final del Campeonato Baiano, la cual pierde ante el EC Bahia, lo que le dio la clasificación al Campeonato Brasileño de Serie A de 1984, su primera aparición en la máxima categoría brasileña.
Su primera aparición en la primera división nacional no fue muy positiva ya que fue eliminado en la primera ronda al terminar en último lugar de su zona donde solo consiguió dos empates en ocho partidos, finalizando en el penúltimo lugar entre 41 equipos solo delante del Brasília Futebol Clube del distrito Federal de Brasil.
Posteriormente juega siete temporadas consecutivas en el Campeonato Brasileño de Serie B entre 1985 y 1991, donde sus mejores apariciones fueron en las temporadas de 1989 y 1990, donde en ambos terminó en cuarto lugar, estando a nada de obtener el ascenso al Brasileirao. También ha jugado en el Campeonato Brasileño de Serie C, su primera aparición fue en la temporada de 1987 y su mejor participación en la tercera división nacional fue un cuarto lugar en la temporada de 1994.

## Palmarés
- Copa Estado de Bahía: 1

2001
- Copa Ciudad de El Salvador: 1

1987
- Campeonato del Interior de Bahía: 2

1984, 2001

## Rivalidades
Su principal rival es el Atlético de Alagoinhas en el llamado Clásico de la Laranja porque Catuense jugaba sus partidos de local en Alagoinhas y la ciudad es la mayor productora de naranja del estado de Bahía.

## Jugadores

### Jugadores destacados
- Bobô[1][8]
- Naldinho[9]
- Vandick[1][10]
- Zanata[1]